# Sieg Howdy!
Albums de Jello Biafra et les Melvins
Mangled Demos from 1983
(2005) A Live History of Gluttony and Lust
(2006)
Sieg Howdy! est le second album de Jello Biafra et les Melvins, sorti en 2005 chez Alternative Tentacles (Virus350). Il consiste en une réunion de chansons enregistrées au cours des sessions de leur première collaboration mais qui ne figuraient pas sur l'album Never Breathe What You Can't See, ainsi que les remixes de quatre chansons de ce même album.
La première piste, une reprise de Halo of Flies d'Alice Cooper, a une signification particulière pour la formation, puisque Biafra avait entendu les Melvins jouer cette même chanson lorsqu'il avait les avait vus en concert pour la première fois.
Dans cet album figure également une version remise à jour de California Über Alles avec des nouvelles paroles de Biafra à propos de la campagne de destitution par rappel populaire (recall) qui amena Arnold Schwarzenegger au poste de gouverneur de Californie, ainsi que Those Dumb Punk Kids (Will Buy Anything), une chanson dans laquelle Biafra critique ouvertement ses anciens partenaires de Dead Kennedys.
Le remix de Enchanted Thoughtfist est une sorte de retrouvaille avec son ancien compagnon du groupe Lard, Al Jourgensen de Ministry, avec qui il n'avait plus collaboré depuis les sessions de Pure Chewing Satisfaction et 70's Rock Must Die.

## Pistes
1. Halo of Flies (Cooper/Smith/Dunaway/Bruce/Buxton) – 7 min 43 s
2. Lighter Side of Global Terrorism (Extended Space-Melt Version) (words: Biafra, musique: Osborne) – 7 min 55 s
3. Lessons In What Not to Become (paroles & musique: Biafra) – 4 min 05 s
4. Those Dumb Punk Kids (Will Buy Anything) (paroles: Biafra, musique: Osborne) – 3 min 14 s
5. Wholly Buy-Bull (paroles: Biafra, musique: Osborne) – 2 min 33 s
6. Voted Off The Island (paroles & musique: Biafra) – 50 s
7. Kali-Fornia Über Alles 21st Century (live) (paroles: Biafra/Greenway; musique: Biafra) – 3 min 18 s
8. Dawn Of The Locust (March Of The Locusts Deadverse Remix) (paroles: Biafra, musique: Osborne) – 5 min 40 s
9. Enchanted Thoughtfist (Enchanted Al Remix) (paroles: Biafra, musique: Osborne) – 5 min 08 s
10. Caped Crusader (Subway Gas/Hello Kitty Mix) (paroles: Biafra, musique: Biafra/Osborne) – 7 min 33 s

La liste des titres située à l'arrière du CD et dans le livret place "Kali-Fornia Über Alles 21st Century (live)" à la piste 5, Wholly Buy-Bull à la 6 et Voted Off The Island à la 7.

## Personnel
- Jello Biafra (crédité en tant que J Lo) - Chant
- Buzz Osborne (crédité en tant que Kim Jong Buzzo) - Guitare, chœurs
- Kevin Rutmanis (crédité en tant que Kevin Rutmaninoff) - Bass
- Dale Crover (crédité en tant que Dale E. Sitty) - batterie, chœurs
- Adam Jones - Guitare sur pistes 3, 7, 8, 9 et 10
- David Scott Stone (crédité en tant que Dave "The Incredible Hulk" Stone) - Basse sur piste 7, chœurs
- Mike Scaccia ( † 22 décembre 2012[1]) - Guitare additionnelle sur piste 9
- Marshall Lawless - chœurs, producteur
- Ali G. North - Chœurs, producteur
- Jesse Luscious - Chœurs
- Lady Monster - Chœurs
- Tom 5 - Chœurs
- Adrienne Droogas - Chœurs
- John the Baker - Chœurs
- Loto Ball - Chœurs
- Wendy-O-Matic - Chœurs
- Johnny NoMoniker - Chœurs
- Toshi Kasai - Ingénieur du son
- Matt Kelley - Ingénieur du son
- Andy Gregg - Son live et enregistrement sur piste 7 (Seattle, WA: 12/30/04)
- Shawn Simmons - Son live et enregistrement sur piste 7 (Seattle, WA: 12/30/04)
- Jack Endino - Mixage sur piste 7
- Al Jourgensen - Remixage sur piste track 9
- Marco A. Ramirez - Ingénieur du son sur piste 9
- Dälek - Remixage sur piste 8
- Deaf Nephews (Dale Crover & Toshi Kasai) - Remixage sur piste 10
- Camille Rose Garcia - Illustrations
- Mackie Osborne - Design

## Sources
- (en) Cet article est partiellement ou en totalité issu de l’article de Wikipédia en anglais intitulé « Sieg Howdy! » (voir la liste des auteurs).